# キダチタバコ
キダチタバコ（木立煙草、Nicotiana glauca）は、タバコ属の1種。
タバコ Nicotiana tabacum の種類ではなく、別種である。タバコとは異なり、葉や茎に柔毛が無い。成長すると高さ2メートルほどにもなる。
英語で mustard tree と呼ぶことがあるが、この名は普通はサルバドル・ペルシカ Salvadora persica を意味する。

## 原産地
キダチタバコの原産地は南アメリカだが、今ではアメリカ合衆国南西部の道路脇でもよく見られる。インディオは薬草や喫煙用に使っている。バイオ燃料としての利用も検討されている。

## 画像

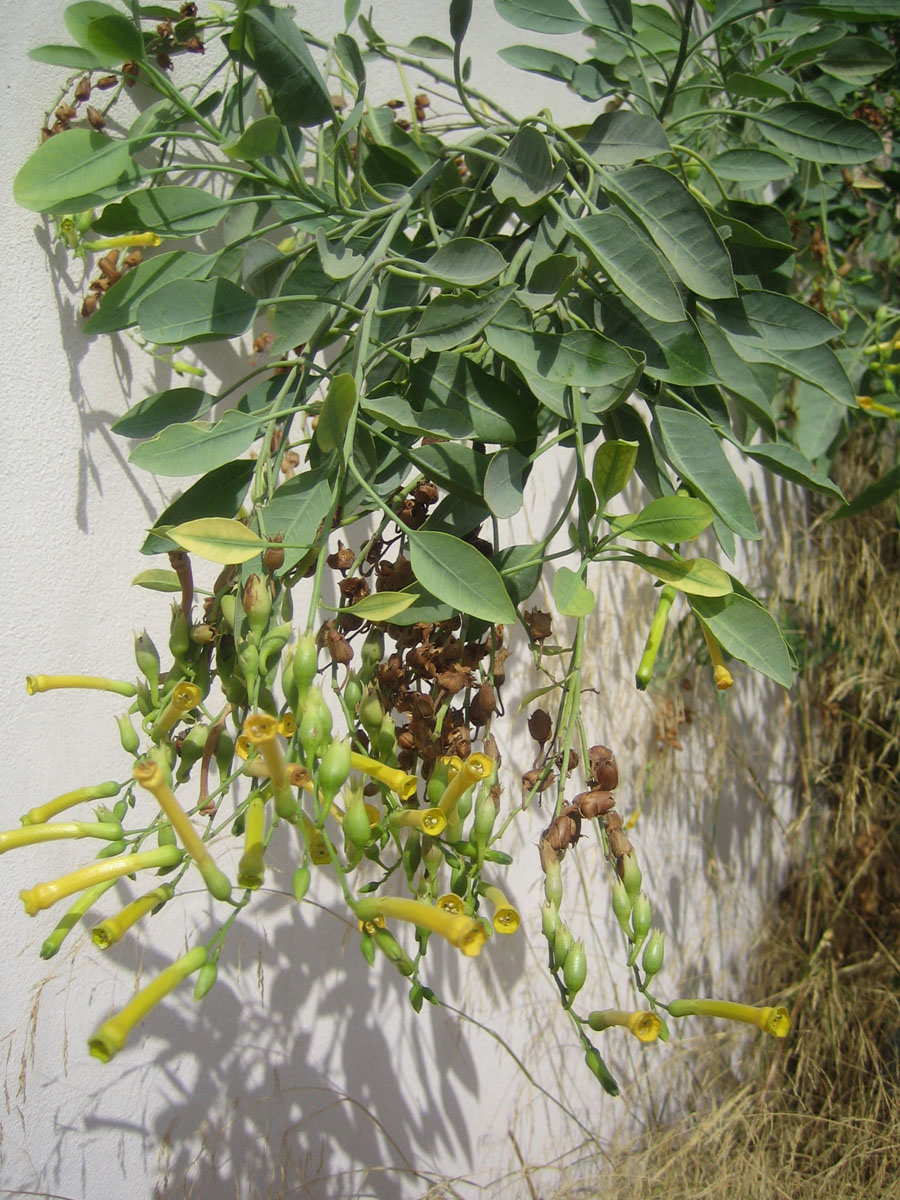
花が実に変わるところ
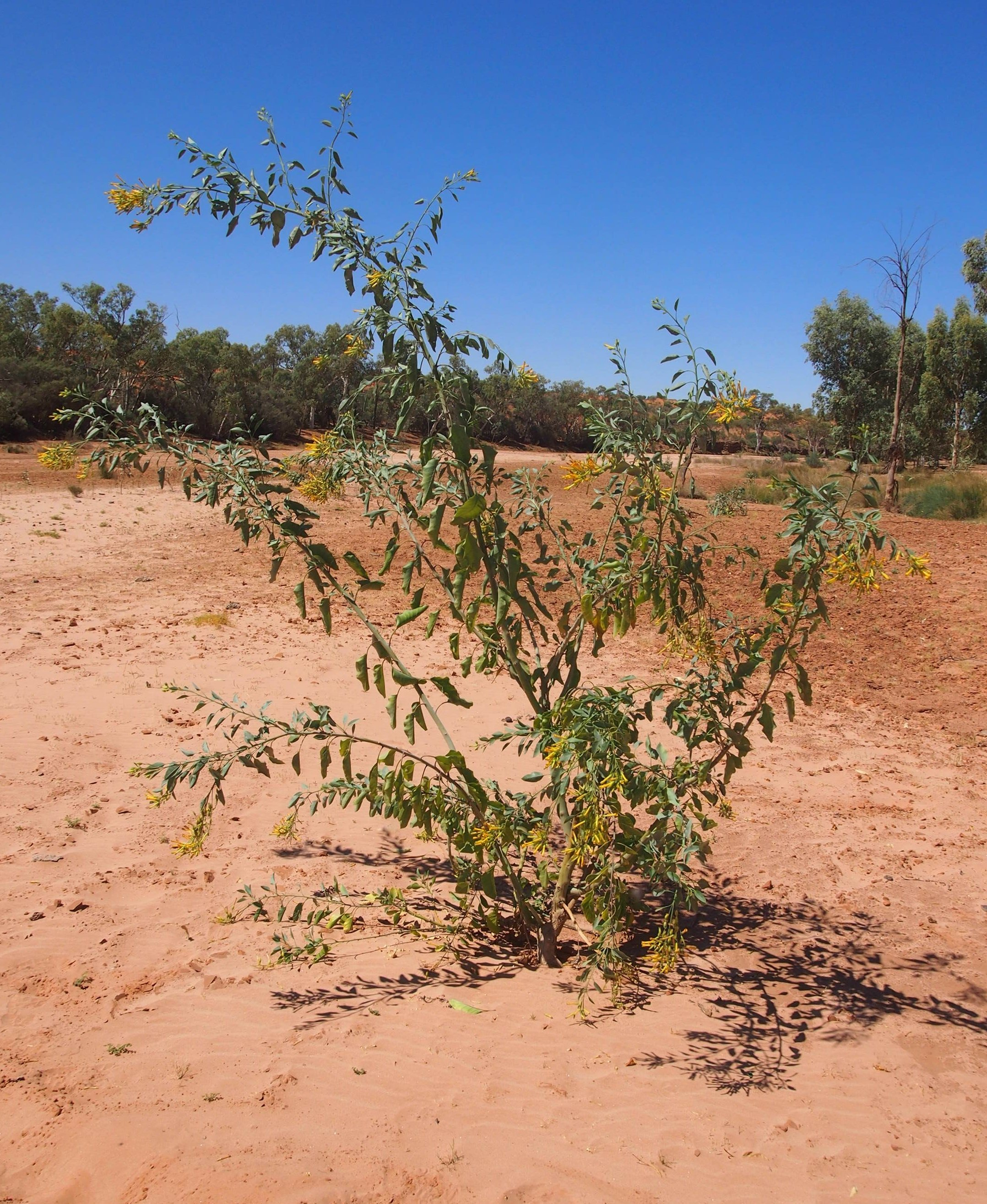
全体の様子
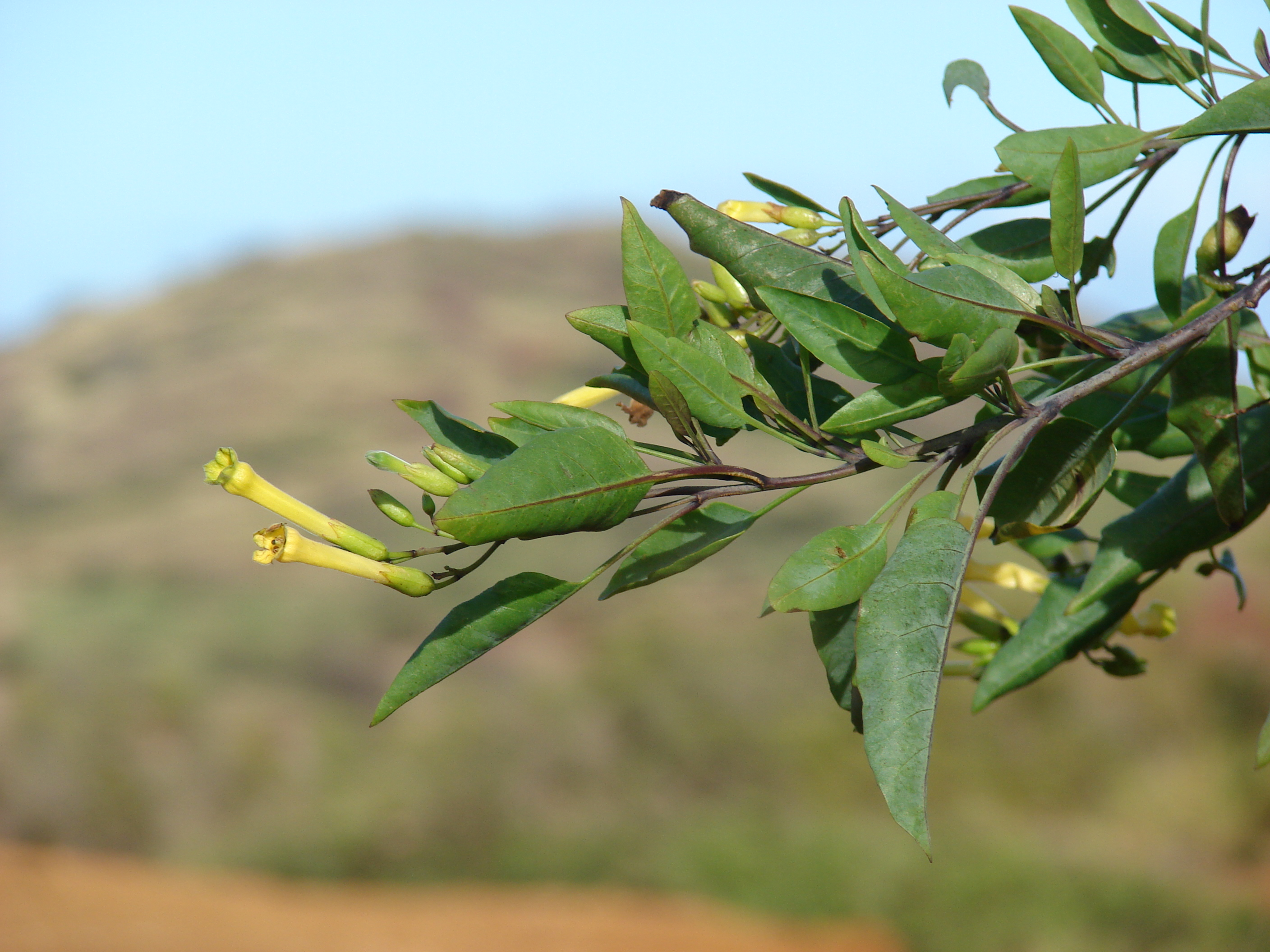
葉の付き方